# Arisemus maesi
Arisemus maesi är en tvåvingeart som beskrevs av Quate och Brown 2004. Arisemus maesi ingår i släktet Arisemus och familjen fjärilsmyggor.
Artens utbredningsområde är Nicaragua. Inga underarter finns listade i Catalogue of Life.